# آورو ۶۱۳
آورو ۶۱۳ (به انگلیسی: Avro 613) یک هواپیمای ساختِ کارخانهٔ آورو در کشور بریتانیا است.